# Chyliny Leśne
Chyliny Leśne (prononciation : [xɨˈlinɨ ˈlɛɕnɛ]) est un village polonais de la gmina de Szelków dans le powiat de Maków de la voïvodie de Mazovie dans le centre-est de la Pologne.
Il se situe à environ 4 kilomètres au sud-est de Maków Mazowiecki (siège du powiat) et à 72 kilomètres au nord de Varsovie (capitale de la Pologne).
Le village possède approximativement une population de 130 habitants en 2006.

## Histoire
De 1975 à 1998, le village appartenait administrativement à la voïvodie d'Ostrołęka.